# E35 (Ecuador)
De E35 of Troncal de la Sierra (Noord-zuidweg van de bergen) is een primaire nationale weg in Ecuador. De weg loopt van de Colombiaanse grens via Quito naar de Peruviaanse grens en is 781 kilometer lang. De E35 is onderdeel van de Pan-Amerikaanse weg, die van Alaska naar het zuiden van Chili loopt.
Het logo van de E35 is een condor. 